# Futebol, Mulher & Rock 'n' Roll
Futebol, Mulher & Rock'n'Roll é a uma canção de hard rock da banda brasileira Dr. Sin. Ela foi a primeira música em português da banda, e foi lançada como single de trabalho do terceiro álbum da banda, Insinity de 1997. 
A música fez sucesso no Brasil entre 1997 e 1998, devido até ao fato de ter sido lançada na mesma época da Copa do Mundo da França. Virou hit radiofônico, e tocou a exaustão na rádio 89, e o seu clip ficou nas paradas da MTV Brasileira.
Ao longo da canção, são usadas palavras de duplo sentido e ainda conta com a participação do narrador Silvio Luiz, que pode ser ouvido narrando uma partida, além de ter participado do clip também.
A música até hoje é lembrada e sempre é encontrada em jogos de video-game ou qualquer outra coisa que tenha como assunto o futebol, o que a fez ser um dos maiores hits da banda.

## Curiosidades
- Uma das mulheres que aparece no clipe da música é a Mariana Ximenes.[5]
- Benjamin Back batizou uma de suas colunas de "Futebol, Mulher & Rock and Roll" em referência a essa musica.[6]